# 大統領令14155号
アメリカ合衆国の世界保健機関からの脱退（アメリカがっしゅうこくのせかいほけんきかんからのだったい、英: Withdrawing the United States from the World Health Organization）を表題とする大統領令14155号は、2025年1月20日に米国大統領ドナルド・トランプが署名し発令した大統領令。主に世界保健機関からの米国の脱退について記述されている。
世界保健機関の米国脱退を命じる大統領令は、史上2回目のものとなる。

## 背景
第1次トランプ政権下の2020年、COVID-19パンデミックのさなか、トランプ政権は7月に世界保健機関（WHO）からの脱退を表明した。当時、ドナルド・トランプはWHOのパンデミックに対する対応に批判的であった。詳しく記すと、ウイルスは中国武漢の研究所で発生したものであるにもかかわらず、WHOはこの情報に基づいて行動しなかったと考えていた。しかし、2021年1月、ジョー・バイデン大統領（当時）が大統領令を撤回している。

## 規定
この大統領令は、世界保健機関がCOVID-19のパンデミックへの対応を誤り、改革を採用できず、2020年に加盟国による政治的干渉の影響を受けたと記述している。そのうえで、米国務長官に対し、国連事務総長とWHOの指導部に脱退について通告するよう指示した。また、今後のWHOから米国への資金・支援・資源提供を一時停止すること、WHOと協力していた米国政府要員を呼び戻すこと、現在WHOが行っている活動の代替の場として米国および国際的パートナーを特定することも命じた。
大統領令はまた、ホワイトハウスのパンデミック対策・対応政策室長に対し、「2024年米国グローバルヘルス安全保障戦略」を見直し、対策を差し替えるよう指示した。さらに、国務長官はWHOパンデミック協定の採択を巡る交渉を中止するよう命じられた。

## 反応
1月21日、WHOは声明を発表し、米国のWHO脱退決定に遺憾の意を表明するとともに、世界の保健事情におけるWHOの重要な役割と、1948年以来の米国との長年のパートナーシップを強調した。WHOは米国に対し、天然痘撲滅やポリオ撲滅などで双方が協力したことで目標達成に成功したことを強調し、脱退を再考するよう促した。1月24日、『ポリティコ』紙は、テドロス・アダノム世界保健機関（WHO）事務局長がWHO職員に電子メールを送り、米国のWHO脱退の発表により、WHOは採用凍結、旅費の削減、会議は 「例外的な場合を除き」完全リモートとなり、各国に技術支援を提供する計画は「最も必要なものに限定」されるなど、大幅な予算削減を実施することになったと伝えた。
国境なき医師団は1月23日に発表した声明で、この決定を批判し、人道的努力と世界の保健に関する調和に影響を及ぼし、結果的に世界の生命を脅かすこととなると警告した。アヴリル・ブノワ最高経営責任者（CEO）は、WHOが主導する疾病撲滅と発生予防に対する米国の支援の重要性を強調した。
ジョージタウン大学のオニール国民・世界保健法研究所は、今回の脱退決定は「グローバル・ヘルスガバナンス」の後退であるとして懸念を表した。この決定に関する声明では、WHOへの主要な資金拠出国としての米国の役割を強調し、国際社会の保健に関する協力へのコミットメントを再確認した。
中国外交部の郭嘉昆報道官は1月21日の記者会見で、WHOの役割は「弱体化するのではなく、強化されるべきだ」と述べた。アメリカのWHO脱退に対し、郭報道官は「中国はこれまで通り、WHOがその責務を果たすことを支持し、公衆衛生における国際協力を深め、世界的な公衆衛生ガバナンスを推進し、万人のための健康の世界共同体の構築を促進する」と述べた。